# Léto (román)
Léto (anglicky Summer) je román americké spisovatelky Edith Whartonové. Autorka jej napsala v roce 1916 v Paříži, kde jako dobrovolnice pomáhala Francii se zvládáním humanitární krize během první světové války. Román pak poprvé vyšel roku 1917 v nakladatelství Charles Scribner's Sons. Zachycuje tragický milostný příběh dívky v prostředí rurálního a kopcovitého západního Massachusetts. Zaměřuje se na krásu novoanglické krajiny na vrcholu letních měsíců, ale také na obtížné postavení ženy v dobové společnosti, otázky lásky a sexuality a věrně zachycuje kulturu novoanglického venkova a provinčního města na počátku 20. století. Kateřina Hilská, která knihu přeložila do češtiny, ji označila za jedno z nejlepších děl Edith Whartonové, vedle románů Věk nevinnosti a Místní zvyk, novely Ethan Frome a jejích nejzdařilejších povídek.

## Vznik knihy

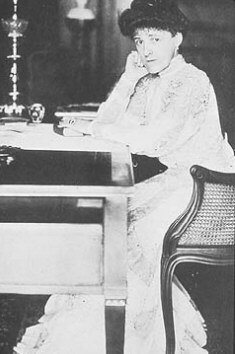
Spisovatelka Edith Whartonová v roce 1915, rok před napsáním románu Léto

Nápad na knihu dostala Edith Whartonová v srpnu roku 1916, byť v obecných obrysech jej nejspíše plánovala celá léta, patrně už od vydání novely Ethan Frome (1909). Román napsala ve svém domě na Rue de Varenne, č. 53. Přímým podnětem k tvorbě byly zážitky z války – zobrazením idylické letní krajiny se autorka vyrovnávala se zkázou severofrancouzského venkova, kterou na vlastní oči viděla při dodávkách jídla a lékařského vybavení na frontu.
| „                                                        | Během uplynulých šesti měsíců jsem napsala knihu – vcelku krátký román, který brzy vyjde v Maclure's. Autorka & její rodina ji zná jako Horkého Ethana, jelikož je dějiště umístěno do blízkosti hory Windsor Mountain & je zasazena do léta, jak zní také titul knihy. Je v ní čtvrtý červenec v Pittsfieldu, což bude schopno docenit jen málo lidí kromě tebe & mne! | “ |
| — Edith Whartonová, dopis pro Gaillarda Lapsleyho, 1917. | |   |

## Děj
Román vypráví příběh sedmnáctileté Charity Royallové, pocházející z mimořádně chudého osídlení na místě zvaném Hora. Od pěti let je vychovávána právníkem Royallem v blízkém městečku Severní Dormer. Poručník ovdoví a posléze se pokusí dívku v noci navštívit, z čehož je ona hluboce znechucena. Charity svůj domov začne nenávidět a je jím znuděná, zejména poté, co kněz Miles odveze místní mládež na přednášku do Nettletonu (inspirovaného Pittsfieldem) a ona se poprvé setká s prostředím většího města. Aby si vydělala peníze a dostala se pryč ze Severního Dormeru, začne pracovat jako knihovnice v místní Hatchardově knihovně.

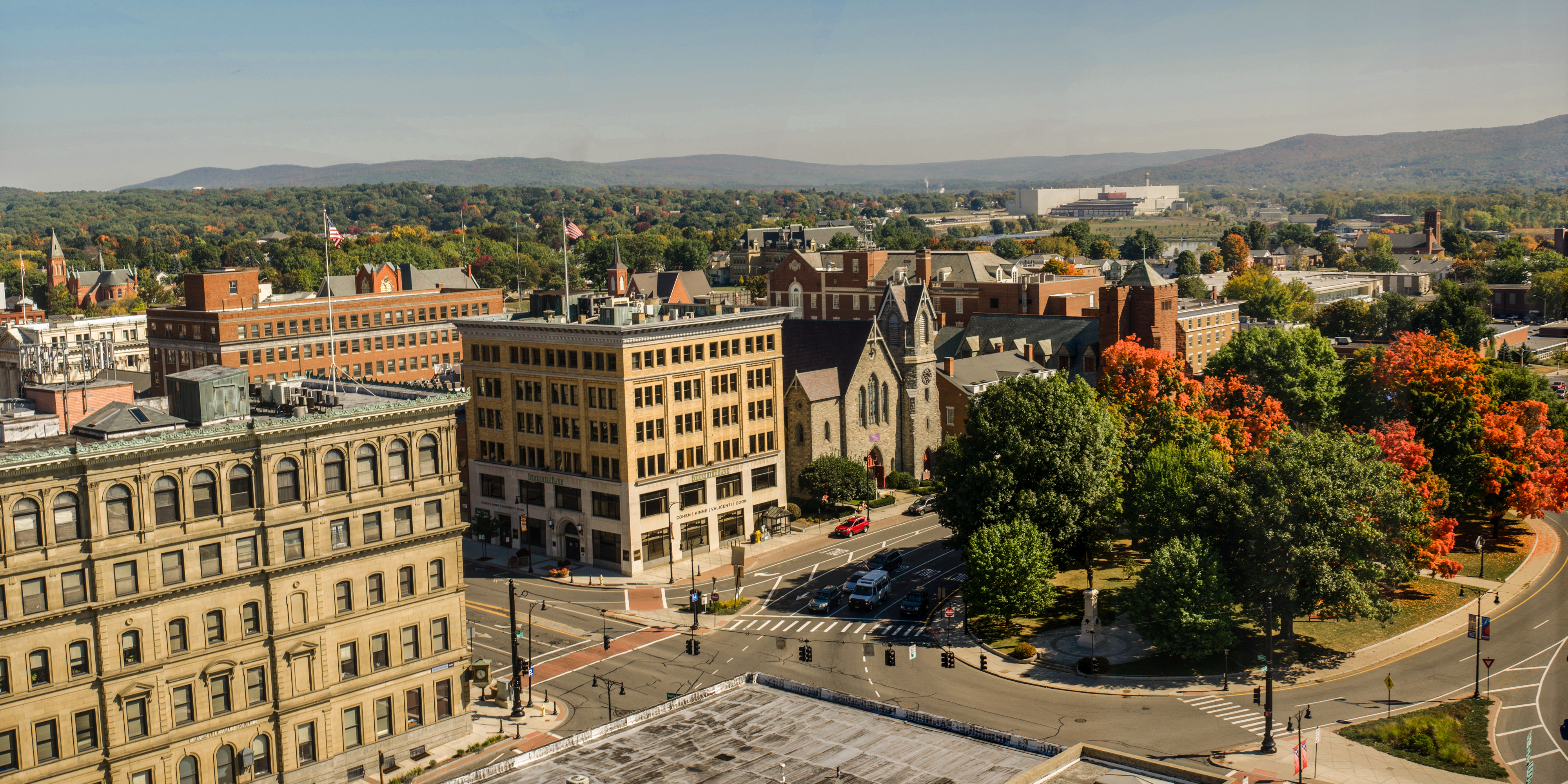
Massachusettské město Pittsfield se stalo inspirací pro smyšlený Nettleton, v němž se odehrává část děje románu

V knihovně se seznámí s Luciem Harneyem, mladíkem, který pro svou knihu měří a mapuje staré domy mezi Nettletonem a hranicí se státem New Hampshire. Harney se nejprve ubytuje u Royalla, když si však právník, který na svou schovanku sám myslí, všimne, že mezi mladými lidmi vzniká stále užší pouto, vypoví ho. Ačkoliv je však Lucius ubytován ve vedlejší vesnici, s Charity se stýká i nadále – na oslavu Dne nezávislosti spolu vyrazí do Nettletonu, aby tam sledovali ohňostroj. Ve městě však narazí na opilého Royalla ve společnosti lehkých žen a ten svou schovanku, když ji spatří po boku Harneyho, vulgárně vyplísní. Později se Lucius a Charity začnou scházet v opuštěném domku na půli cesty k Hoře.
Během oslavy na radnici si Charity povšimne, že Lucius hovoří s Annabelou Belchovou; později oba odjedou z města a Charity se doslechne, že je s dívkou zasnoubený. Pošle proto Luciovi dopis, ve kterém ho hořce žádá, aby si Annabel vzal, je-li tomu skutečně tak. V následujících dnech začne pociťovat nevolnost, a tak se vydá za lékařkou do města. Dr. Merklová mladé ženě oznámí, že je těhotná, a za vyšetření si účtuje pět dolarů. Charity nemá dost peněz, a tak musí lékařce nechat jako zástavu brož, již dostala od Lucia. Později dostane od svého milého dopis, že Annabel na něj má skutečně přednostní nárok, a i když slibuje, že se s věcí ještě pokusí něco udělat, Charity si uvědomí, že s jejich vztahem je konec.
Rozhodne se, že se vydá na Horu, aby se její dítě narodilo ve stejných poměrech jako ona sama. Cestou se dozví, že její matka umírá, a ačkoliv kněz Miles sveze Charity v kolesce, živou ji již nezastihne. Dívka poté stráví noc v chudém příbytku a uvědomí si, že do tohoto prostředí své dítě přivést nechce a raději ho dá do opatrování nějakým slušným lidem. Druhého dne ji na Hoře vyzvedne pan Royall a požádá ji o ruku. Po svatbě v Nettletonu jí věnuje dvacet dolarů na oblečení, avšak Charity musí celou částku vynaložit na vykoupení brože. Když se Royall diví, že si jeho novomanželka nepořídila žádné nové šaty, sdělí mu, že bude radši, když jí šaty ušije Ally, nejchudší dívka z vesnice. Royall se po věci dále nepídí a ocení dobré srdce své choti; Charity si uvědomí, že i on sám je laskavý. Nakonec se novomanželé vrátí zpět do Severního Dormeru.

## Přijetí díla a interpretace

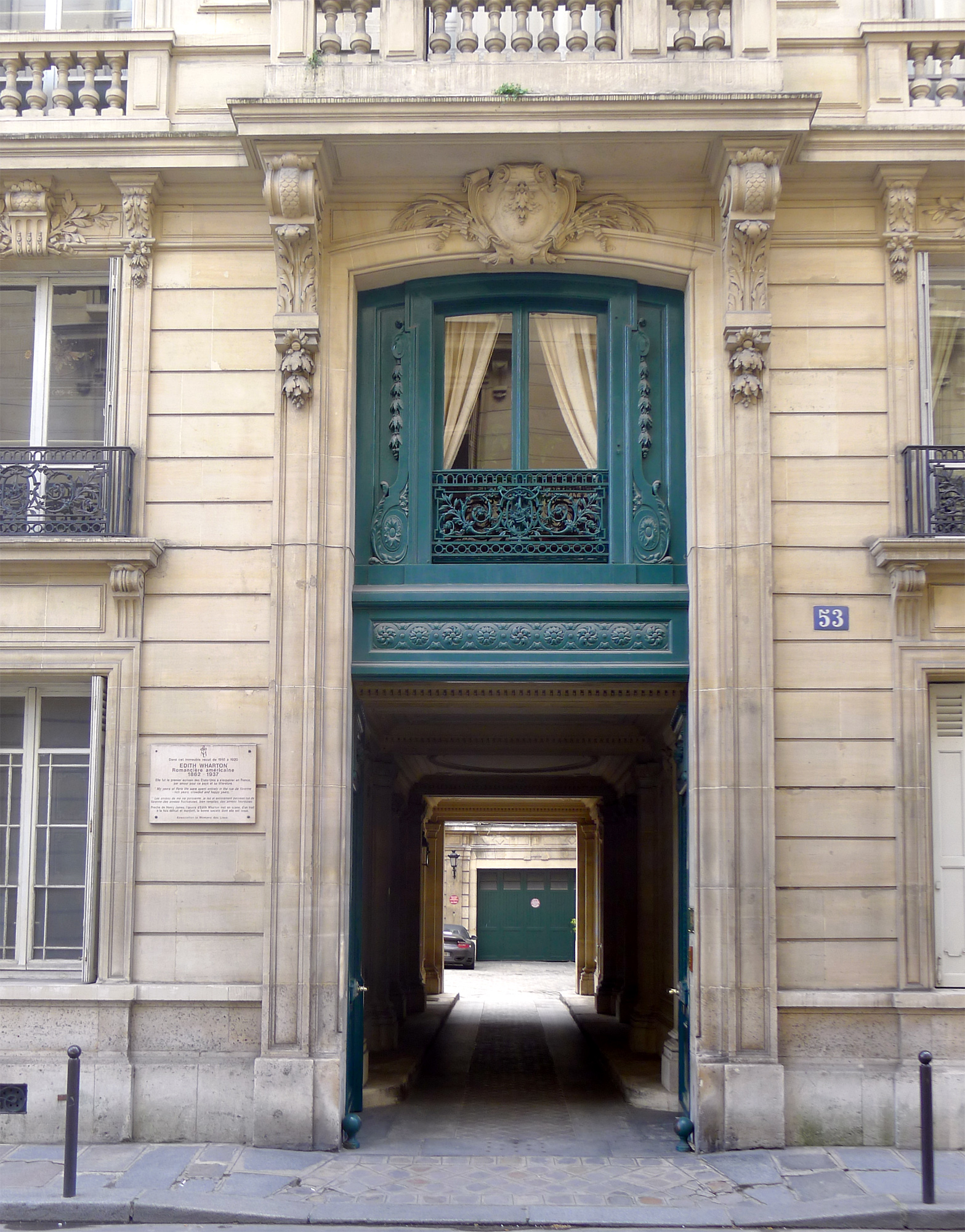
Dům č. 53 v Rue de Varenne v Paříži, kde Edith Whartonová během psaní románu Léto pobývala

Doboví kritici přijali román kladně. Massachusettský deník The Republican ocenil brilantní analýzu a zobrazení různorodých lidských vášní a živé a napínavé scény, přestože pohled románu na Novou Anglii je podle něj spíše romantickým pohledem návštěvníka. John Albert Macy v recenzi v magazínu The Dial zdůraznil skvělou kompozici, zachycení duševní prázdnoty části novoanglické populace a také nestrannou schopnost cítit s postavami a promýšlet je, v čemž byla podle něj autorka podobná Thomasu Hardymu. Henry Walcott Boynton uvedl v měsíčníku The Bookman, že Whartonová uspěla ve snaze zkrotit svůj bohatý rejstřík, aby se přizpůsobila provinčnímu tématu, a že román nese všechny ctnosti jejího stylu a žádnou z jeho slabin. Negativně se k dílu postavil Francis Hackett v časopise The New Republic, když napsal, že okolnosti Charitina neštěstí jsou příliš vykonstruované. Recenzi zveřejnil také básník Thomas Stearns Eliot, přičemž dílo chápal jako satiru na typický novoanglický román. Satirizace podle Eliota dosáhl potlačením všech prvků evropské kultury v popisovaném prostředí; nebral však v potaz například francouzskou restauraci v Nettletonu. I přes kritický úspěch je Léto méně známé než jeho chladný protějšek, Ethan Frome, neboť ten byl od poloviny 30. let součástí četby na amerických středních školách.

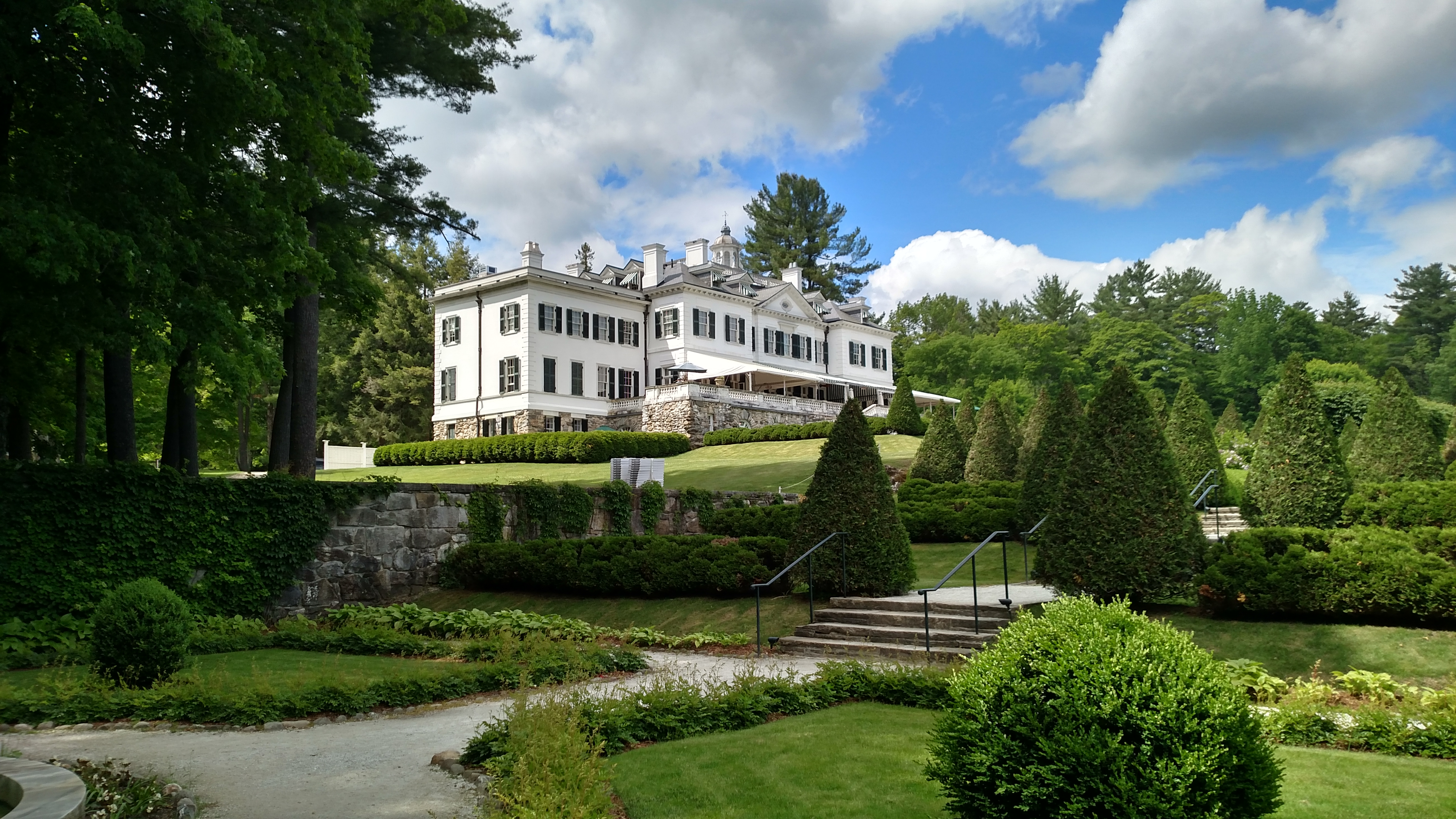
Sídlo „The Mount“ (Hora) poblíž města Lenox v Massachusetts – do jeho okolí Whartonová umístila děj větší části románu

S novelou Ethan Frome (v češtině také jako Zima) bývá Léto často srovnáváno, sama spisovatelka mluvila o Létu jako o „horkém Ethanovi“. Oba příběhy jsou zasazeny do venkovského prostředí Nové Anglie, čímž se odlišují od zbytku spisovatelčina díla, a pojednávají o sporu dvou silných individualit. Léto je však méně bezútěšné, obsahuje více postav a složitější psychologické drama. Překladatelka Kateřina Hilská nazvala advokáta Royalla „snad nejzdařilejší mužskou postavou Edith Whartonové“, a to pro jeho komplikovanost jeho charakteru a dojemnou snahu pokořit se pro získání lásky. Royalla lze chápat jako pokrytce zneužívajícího dívčiny situace, přičemž jeho vztah ke schovance má incestní podtóny, ale také jako zachránce chovajícího se k Charity nakonec citlivě a laskavě, když jí sňatkem nabídne zajištění a bezpečí a během svatební noci se nepokusí o tělesné sblížení.
Kniha je chválena za výstižné zpodobnění prostředí Spojených států před první světovou válkou, a to včetně počátků filmové kultury – protagonistka románu navštíví kino (inspirované pittsfieldským Colonial Theatre) a všímá si také rozměrných plakátů, oblíbených melodramatických motivů němého filmu (láska, pohledné ženy, orientální exotika, vrahové a policisté, obrazy útočící kavalerie) a vzrušeného davu diváků. Edith Whartonová, podobně jako Charity Royallová, navštívila Pittsfield (Nettleton) v době oslav Dne nezávislosti, společně se svým přítelem, historikem Gaillardem Lapsleym, není však jasné, zda popis návštěvy kina vychází ze skutečného zážitku. Významnou úlohu hraje kromě civilizace také divočina, Hora, která se tyčí nad Severním Dormerem a hostí komunitu chudých a opovrhovaných venkovanů, kteří se ze svého prostředí nemohou vymanit. Tyto naturalistické prvky však nejsou spojeny se záměrem tuto část společnosti odsoudit; dílo se spíše snaží jejich situaci pochopit a umělecky zpracovat. Podobně jako les v Hawthornových románech je Hora představena jako místo, kde vládnou živly, především zuřivé letní bouře. Román obsahuje mnoho evokací novoanglické přírody uprostřed žhavých letních měsíců – horko a blízkost země napomáhá zdůrazňovat dojem živočišnosti a erotického probouzení hlavní hrdinky románu.
Klíčovým tématem knihy je útlak ženy a životní omezení, kterým musí Charity čelit; Léto bývá proto označováno za knihu, která se z celého díla Edith Whartonové nejvýrazněji zabývá otázkami feminismu. Zdůrazněna je obzvláště otázka nemanželského těhotenství. Těhotná dívka má pouze tři možnosti, jak naložit se svým životem – vrátit se k polodivokému životu své rodiny stranou od společnosti, podstoupit interrupci, nebo se stát prostitutkou. Tímto pojetím autorka navazuje na tradici žen, které byly potrestány za svou sexualitu; v anglicky psané literatuře jsou jejími přímými předchůdkyněmi Hesper Prynnová ze Šarlatového písmena (1850), Hetty Sorelová v Adamu Bedeovi (1859) nebo Tess z románu Tess z rodu D'Urbervillů (1891).

## České vydání
V češtině vyšlo Léto společně s novelou Zima (Ethan Frome):
Whartonová, Edith. Zima. Léto. Přeložila Kateřina Hilská. Praha: Argo, 1995. 168, 94 s. ISBN 80-85794-57-8.